# Straat van Juan de Fuca
De Straat van Juan de Fuca is een grote watermassa van ongeveer 154 km lang waarbij de belangrijkste monding wordt gevormd voor de Straat van Georgia en de Puget Sound zodat beide in verbinding staan met de Grote Oceaan. De straat maakt deel uit van de internationale en natuurlijke grens tussen de Verenigde Staten en Canada.

## Verkenning
Het werd genoemd in 1787 door de Engelse kapitein Charles William Barkley naar Juan de Fuca. Juan de Fuca was een Griekse navigator die meezeilde in een Spaanse expeditie in 1592 zoekend naar de fabelachtige Straat van Anian. De straat werd in detail verkend tussen 1789 en 1791 door Manuel Quimper, José María Narváez, Juan Carrasco, Gonzalo López de Haro en Francisco de Eliza.

## Definitie
De USGS definieert de Straat van Juan de Fuca als een zeestraat. Ze strekt zich uit van de Grote Oceaan tussen Vancouvereiland (Brits-Columbia) en de Olympic Peninsula (Washington) tot aan de Straat van Haro, het kanaal van San Juan, de Straat van Rosario en de Puget Sound.
De grens met Grote Oceaan vormt zich als een lijn tussen Cape Flattery (Washington), Tatoosh Island (Washington) en Carmanah Point (Vancouvereiland) in Brits-Columbia. De noordelijke grens loopt langs de kustlijn van Vancouvereiland tot aan Gonzales Point en volgt een ononderbroken lijn oostwaarts tot aan Seabird Point (Discovery Island (British Columbia)), Cattle Point (San Juan Island), Iceberg Point (Lopez Island), Point Colville (Lopez Island) en dan tot aan Rosario Head (Fidalgo Island). De oostelijke grens loopt zuidwaarts van Rosario Head langsheen Deception Pass tot aan (Whidbey Island) en vervolgens langs de westelijke kust van Whidbey Island tot aan Point Partridge, dan langsheen Admiralty Inlet tot aan Point Wilson (Quimper Peninsula). De noordelijke kust van de Olympic Peninsula vormt de zuidelijke grens van de straat.

## Grensconflict

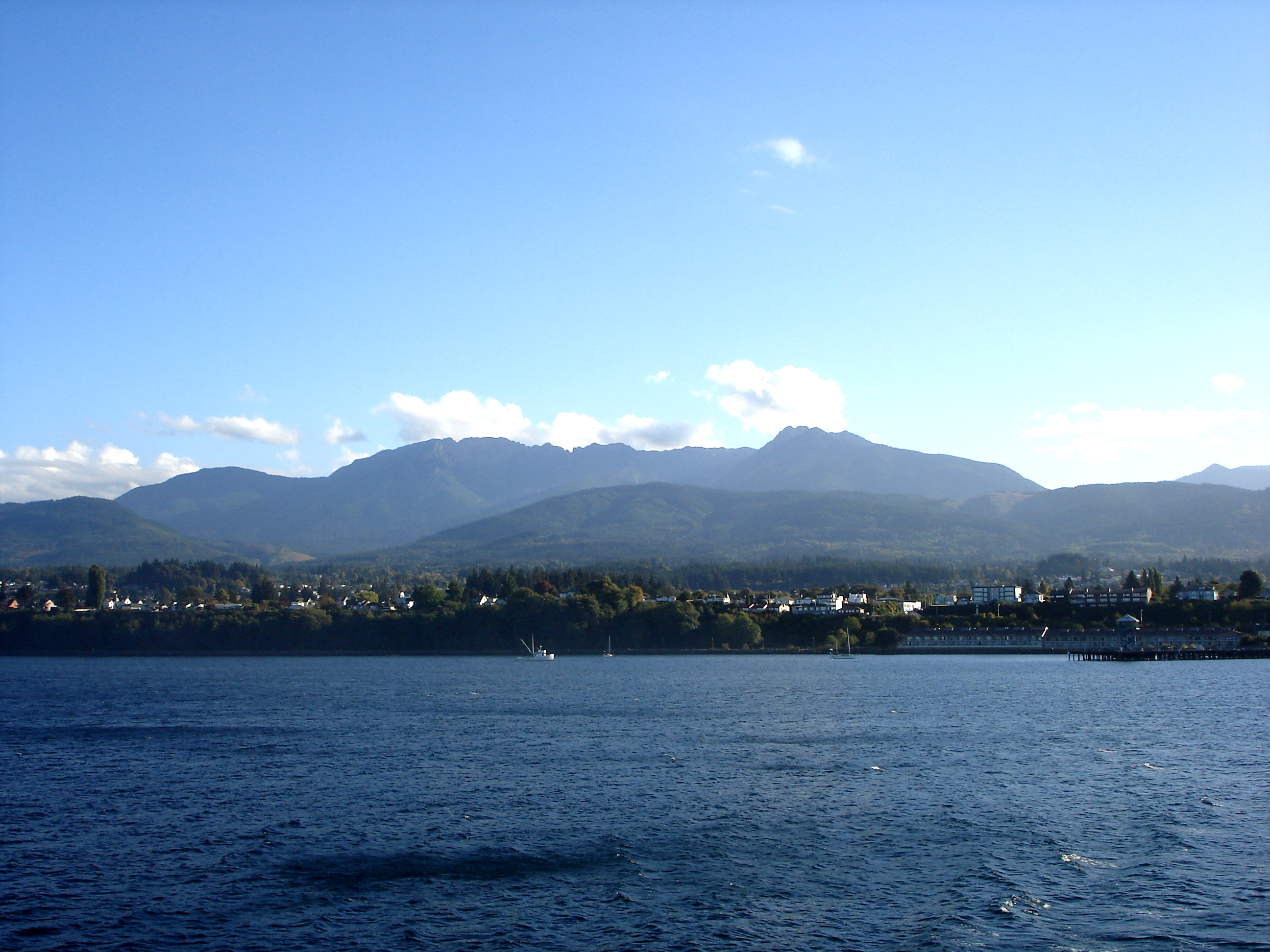
De Straat van Juan de Fuca met de stad Port Angeles en de Olympic Mountains op de achtergrond

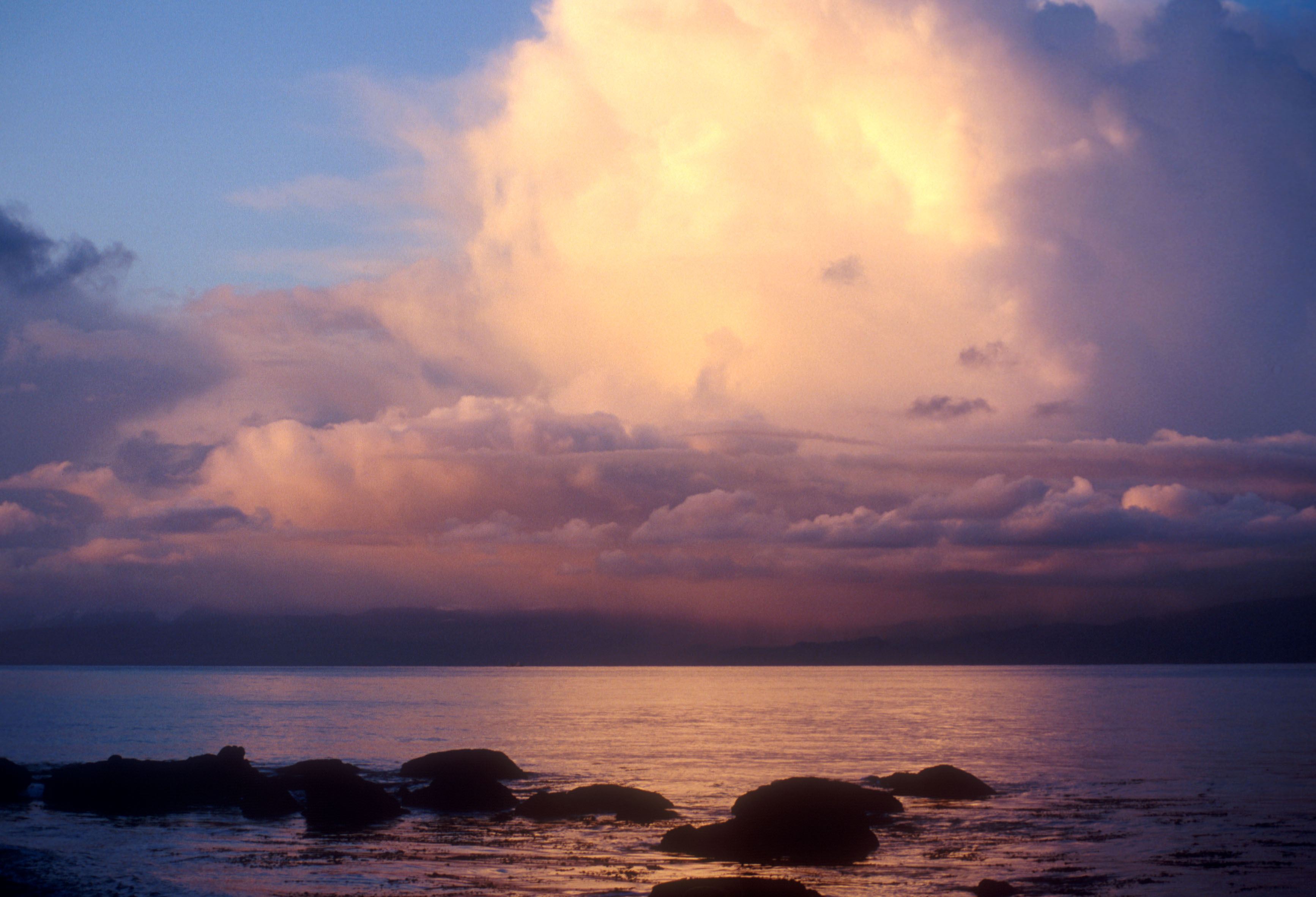
Zonsondergang aan de Straat van Juan de Fuca

Deze straat blijft het onderwerp van een maritiem grensconflict tussen Brits-Columbia en de Verenigde Staten. De keizer van Duitsland werd in 1872 tot scheidsrechter tussen (toen Engeland) en de Verenigde Staten aangesteld en heeft de huidige grens bepaald. De huidige overheden van Canada en de Verenigde Staten hebben voorgesteld om een grens op te stellen gebaseerd op het principe van gelijke afstand terwijl Brits-Columbia argumenteert dat de onderzeese Juan de Fuca Canyon de gepaste "geomorfische en fysiogeografische grens" is.